# 兵庫県アワー
『兵庫県アワー』（ひょうごけんアワー）は1965年4月10日から毎日放送→サンテレビで放送された兵庫県の広報番組である。

## 概要
- 放送開始当初、VHF波が逼迫していたことから、毎日放送を初めとする大阪市本社の放送局は、兵庫県内の中継局の整備がままならなかったため、隣県の山陽放送（現・RSK山陽放送、当時の放送対象エリアは岡山県のみ）と日本海テレビ（当時の放送対象エリアは鳥取県のみ）でも放送された。

※開局時、生駒山テレビ送信所からの電波は大阪府のほぼ全域と尼崎市・西宮市・神戸市・京都市・宇治市・奈良市・生駒市など、主に京阪神都市圏（大阪近郊の通勤・通学圏域内）で直接受信できたが、その他の地区では、極超短波（UHF）のテレビ中継局が1963年まで整備されていなかったため、共同受信施設で受信可能な地域以外は事実上受信困難であり、ケーブルテレビ局も現在ほど普及していなかった。
しかし、兵庫県では南部（神戸市・姫路市・丹波篠山市=当時は多紀郡篠山町など）では、主に岡山県の金甲山、北部（豊岡市などの但馬地域）では、主に鳥取県の鉢伏山から送信される電波で隣県のテレビ局を受信することが可能なため、県の行政番組では珍しい近県3局ネットという形態が取られていた。
- 1969年に兵庫県を放送対象エリアとするUHF局のサンテレビが開局すると同局に移行された。また、1970年代には西日本放送でも放送されていた。